# هيرويوكي تاكاساكي
هيرويوكي تاكاساكي (باليابانية: 高崎 寛之) (17 مارس 1986 في اليابان – )؛ هو لاعب كرة قدم ياباني سابق كان يلعب كمهاجم.

## وصلات خارجية
- هيرويوكي تاكاساكي على موقع رابطة كرة القدم اليابانية للمحترفين (اليابانية)
- هيرويوكي تاكاساكي على موقع قاعدة بيانات كرة القدم.إي يو (الإنجليزية)
- هيرويوكي تاكاساكي على موقع Soccerway.com (الإنجليزية)
- هيرويوكي تاكاساكي على موقع عالم كرة القدم.نت (الإنجليزية)
- هيرويوكي تاكاساكي على موقع كووورة